# Vincent D’Onofrio
Vincent Philip D’Onofrio (Brooklyn, 1959. június 30. –) Primetime Emmy-díjra jelölt amerikai színész, producer és énekes.
Több filmben és sorozatban is játszik, elsőként az 1987-es Acéllövedék című háborús filmmel volt ismertté. Fontosabb televíziós szerepei közé tartozik Robert Goren nyomozó az Esküdt ellenségek: Bűnös szándék és Wilson Fisk a Daredevil című sorozatokban. Ő alakította Edgart a Men in Black – Sötét zsaruk (1997) című filmben. Utóbbi szerepéért Szaturnusz-díjat nyert.

## Fiatalkora
D’Onofrio a brooklyni Bensonhurstban született. Olasz származású, felmenői Nápolyból származnak. Szülei, Gennaro és Phyllis D'Onofrio akkor ismerkedtek meg, amikor az apja Hawaii-on állomásozott az Amerikai Légierőnél. Gennaro belsőépítésznek tanult, de szabadidejének nagy részét amatőr színjátszással töltötte.

## Magánélete

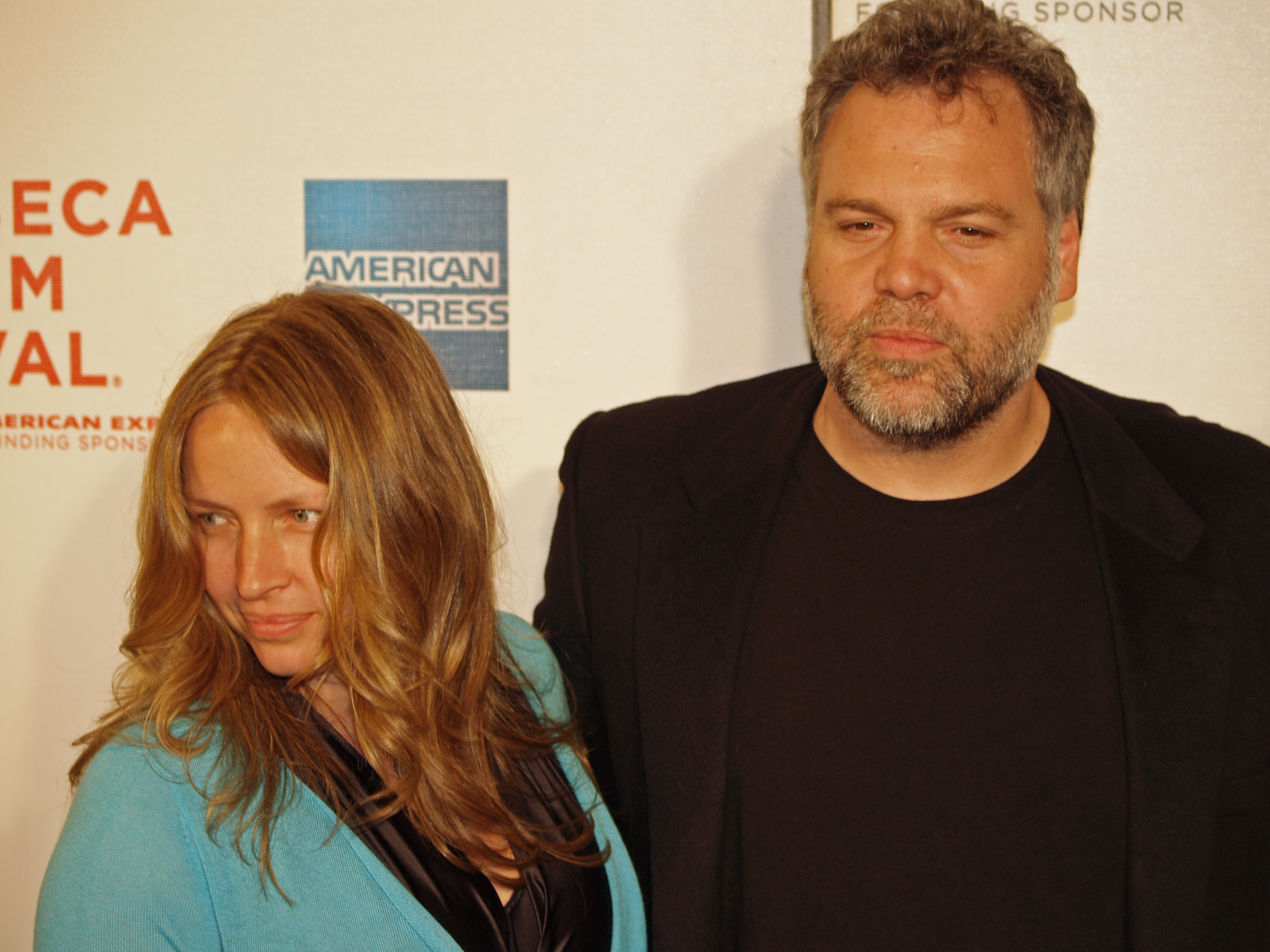
D'Onofrio feleségével, Carin van der Donkkal 2008-ban.

Az 1990-es évek elején D’Onofrio feleségül vette Greta Scacchi ausztrál színésznőt, akivel akkoriban több filmben is szerepelt. Egy lányuk született, a szintén színésznő Leila George.
1997. március 22-én D'Onofrio feleségül vette Carin van der Donk holland modellt; a párnak egy fia született (1999-ben). A pár a 2000-es évek elején szakított, de kibékültek, és született egy második fiuk (2008-ban).
2004. november 10-én D’Onofrio összeesett az Esküdt ellenségek: Bűnös szándék forgatásán. Néhány nappal később otthon ismét összeesett, és később kimerültséget diagnosztizáltak nála.
Egy 2012. januári interjúban D’Onofrio arról beszélt, hogy csalódott a jelenlegi családi állapotáról szóló ellentmondó hírek miatt, beleértve az IMDb-n található pontatlanságokat is. Kijelentette, hogy egyes hírek ellenére jelenleg házas. Családjával egy városi társasházban lakik Manhattan Gramercy Park városrészében.

## Filmográfia

### Film

#### Rendező, író és producer
| Év   | Magyar cím           | Eredeti cím                         | Feladatkör | Feladatkör | Feladatkör | Megjegyzések   |
| Év   | Magyar cím           | Eredeti cím                         | Rendező    | Író        | Producer   | Megjegyzések   |
| ---- | -------------------- | ----------------------------------- | ---------- | ---------- | ---------- | -------------- |
| 1996 | Egy zseni árnyékában | The Whole Wide World                | Nem        | Nem        | Igen       |                |
| 1996 |                      | Guy                                 | Nem        | Nem        | Koproducer |                |
| 1998 | Begerjedve           | The Velocity of Gary                | Nem        | Nem        | Vezető     |                |
| 2000 | A rejtőzködő         | Steal This Movie!                   | Nem        | Nem        | Vezető     |                |
| 2005 |                      | Five Minutes, Mr. Welles            | Igen       | Sztori     | Igen       | rövidfilm      |
| 2009 |                      | Ipso facto                          | Nem        | Nem        | Vezető     | rövidfilm      |
| 2010 |                      | Don't Go in the Woods               | Igen       | Sztori     | Nem        |                |
| 2010 |                      | Zaritsas: Russian Women in New York | Nem        | Nem        | Igen       | dokumentumfilm |
| 2014 |                      | Mall                                | Nem        | Igen       | Igen       |                |
| 2019 | Billy, a kölyök      | The Kid                             | Igen       | Sztori     | Nem        |                |
| 2022 |                      | Night of the Cooters                | Igen       | Nem        | Igen       | rövidfilm      |

#### Színész
| Év   | Magyar cím                                 | Eredeti cím                          | Szerep                                          | Magyar hang            | Rendező              |
| ---- | ------------------------------------------ | ------------------------------------ | ----------------------------------------------- | ---------------------- | -------------------- |
| 1983 |                                            | The First Turn-On!                   | Lobotomy                                        |                        | Lloyd Kaufman        |
| 1983 | Michael Herz                               | The First Turn-On!                   | Lobotomy                                        |                        |                      |
| 1985 |                                            | It Don't Pay to Be an Honest Citizen | Bennie                                          |                        | Jacob Burckhardt     |
| 1987 | Acéllövedék                                | Full Metal Jacket                    | Leonard „Pyle” Lawrence közlegény               |                        | Stanley Kubrick      |
| 1987 | Egy bébiszitter kalandjai                  | Adventures in Babysitting            | Dawson                                          | Sztarenki Pál          | Chris Columbus       |
| 1988 | Mystic Pizza                               | Mystic Pizza                         | Bill Montijo                                    | Szabó Sipos Barnabás   | Donald Petrie        |
| 1988 | Mystic Pizza                               | Mystic Pizza                         | Bill Montijo                                    | Miller Zoltán          | Donald Petrie        |
| 1988 | Mystic Pizza                               | Mystic Pizza                         | Bill Montijo                                    | Horváth-Töreki Gergely | Donald Petrie        |
| 1989 | Életjelek                                  | Signs of Life                        | Daryl Monahan                                   |                        | John David Coles     |
| 1989 | A hősök vére                               | The Blood of Heroes                  | Gar                                             | Bognár Zsolt           | David Peoples        |
| 1989 | A hősök vére                               | The Blood of Heroes                  | Gar                                             | Juhász György          | David Peoples        |
| 1991 | Elveszett szívek                           | Crooked Hearts                       | Charley                                         |                        | Michael Bortman      |
| 1991 | A szerelem erejével                        | Dying Young                          | Gordon                                          | Laklóth Aladár         | Joel Schumacher      |
| 1991 | Emésztő tűz                                | Fires Within                         | Sam                                             |                        | Gillian Armstrong    |
| 1991 | Meztelen tangó                             | Naked Tango                          | Cholo                                           |                        | Leonard Schrader     |
| 1991 | JFK – A nyitott dosszié                    | JFK                                  | Bill Newman                                     | Németh Gábor           | Oliver Stone         |
| 1992 | A játékos                                  | The Player                           | David Kahane                                    | Holl Nándor            | Robert Altman        |
| 1992 | A szerelem fészkei                         | Salt on Our Skin                     | Gavin                                           | Szerémi Zoltán         | Andrew Birkin        |
| 1993 |                                            | Household Saints                     | Joseph Santangelo                               |                        | Nancy Savoca         |
| 1993 | Mr. Wonderful                              | Mr. Wonderful                        | Dominic                                         | Zámbori Soma           | Anthony Minghella    |
| 1993 | Mr. Wonderful                              | Mr. Wonderful                        | Dominic                                         | Bor Zoltán             | Anthony Minghella    |
| 1994 | Ember a talpán                             | Being Human                          | pap                                             | Szabó Sipos Barnabás   | Bill Forsyth         |
| 1994 | Ed Wood                                    | Ed Wood                              | Orson Welles (Maurice LaMarche hangján)         | Horányi László         | Tim Burton           |
| 1994 | Képzelt bűnök                              | Imaginary Crimes                     | Mr. Webster                                     | Rosta Sándor           | Anthony Drazan       |
| 1995 | Stuart, a család megmentője                | Stuart Saves His Family              | Donnie                                          |                        | Harold Ramis         |
| 1995 | Strange Days – A halál napja               | Strange Days                         | Burton Steckler rendőr                          | Balázsi Gyula          | Kathryn Bigelow      |
| 1996 | Egy zseni árnyékában                       | The Whole Wide World                 | Robert E. Howard                                |                        | Dan Ireland (1)      |
| 1996 | A nyerő                                    | The Winner                           | Philip                                          | Selmeczi Roland        | Alex Cox             |
| 1996 | Féktelen Minnesota                         | Feeling Minnesota                    | Sam Clayton                                     | Csuja Imre             | Steven Baigelman     |
| 1996 | Szerencsés fickók                          | Good Luck                            | Tony 'Ole' Olezniak                             | Csankó Zoltán          | Richard LaBrie       |
| 1996 |                                            | Guy                                  | fickó                                           |                        | Michael Lindsay-Hogg |
| 1997 |                                            | Boys Life 2                          | Tony Randozza (Nunzio's Second Cousin-szegmens) |                        | Tom DeCerchio        |
| 1997 | Men in Black – Sötét zsaruk                | Men in Black                         | Edgar                                           | Kőszegi Ákos           | Barry Sonnenfeld     |
| 1998 | A Newton fiúk                              | The Newton Boys                      | Wylie 'Dock' Newton                             | Dózsa Zoltán           | Richard Linklater    |
| 1998 |                                            | Claire Dolan                         | Elton Garrett                                   |                        | Lodge Kerrigan       |
| 1998 | Begerjedve                                 | The Velocity of Gary                 | Valentino                                       | Szabó Sipos Barnabás   | Dan Ireland (2)      |
| 1999 | A 13. emelet                               | The Thirteenth Floor                 | Jason Whitney / Jerry Ashton                    | László Zsolt           | Josef Rusnak         |
| 2000 | Spanyol bírák                              | Spanish Judges                       | Max                                             |                        | Oz Scott             |
| 2000 | Szerencsés balesetek                       | Happy Accidents                      | Sam Deed                                        |                        | Brad Anderson        |
| 2000 | A rejtőzködő                               | Steal This Movie!                    | Abbie Hoffman                                   |                        | Robert Greenwald     |
| 2000 | A sejt                                     | The Cell                             | Carl Rudolph Stargher                           | Bubik István           | Tarsem Singh         |
| 2001 |                                            | Chelsea Walls                        | Frank                                           |                        | Ethan Hawke (1)      |
| 2001 | Imposztor                                  | Impostor                             | Hathaway őrnagy                                 | Rosta Sándor           | Gary Fleder          |
| 2002 | Ugass csak, drágám!                        | Bark!                                | Malcolm                                         |                        | Kasia Adamik         |
| 2002 | Oltári fiúk                                | The Dangerous Lives of Altar Boys    | Casey atya                                      |                        | Peter Care           |
| 2002 | Igazság helyett                            | The Salton Sea                       | Mackó                                           | Csuja Imre             | D. J. Caruso         |
| 2005 | Ujj-függő                                  | Thumbsucker                          | Mike Cobb                                       | Lux Ádám               | Mike Mills           |
| 2006 | Szakíts, ha bírsz                          | The Break-Up                         | Dennis Grobowski                                | Németh Gábor           | Peyton Reed          |
| 2008 | Brooklyn arcai                             | The Narrows                          | Vinny Manadoro                                  | Németh Gábor           | François Velle       |
| 2008 | Cadillac Records – Csillogó fekete lemezek | Cadillac Records                     | Mississippi DJ                                  |                        | Darnell Martin       |
| 2009 |                                            | Staten Island                        | Parmie Tarzo                                    |                        | James DeMonaco       |
| 2010 | Brooklyn mélyén                            | Brooklyn's Finest                    | Bobby 'Carlo' Powers                            | Németh Gábor           | Antoine Fuqua (1)    |
| 2011 | Nem írnek való vidék                       | Kill the Irishman                    | John Nardi                                      | Rosta Sándor           | Jonathan Hensleigh   |
| 2012 | Láncra verve                               | Chained                              | Bob                                             | Szabó Sipos Barnabás   | Jennifer Lynch       |
| 2012 | Tüzes bosszú                               | Fire with Fire                       | David Hagan                                     | Mihályi Győző          | David Barrett        |
| 2012 | Sinister                                   | Sinister                             | Jonas professzor                                | Mihályi Győző          | Scott Derrickson     |
| 2013 | Bambanők akcióban                          | Ass Backwards                        | Bruce West                                      | Rosta Sándor           | Chris Nelson         |
| 2013 | Charlie Countryman szükségszerű halála     | Charlie Countryman                   | Bill                                            | Mihályi Győző          | Fredrik Bond         |
| 2013 | Trükkös befektetés                         | Chlorine                             | Roger                                           | Németh Gábor           | Jay Alaimo           |
| 2013 | Eszement zaci                              | Pawn Shop Chronicles                 | Alton                                           | Harmath Imre           | Wayne Kramer         |
| 2013 | Szupercella                                | Escape Plan                          | Lester Clark                                    | Berzsenyi Zoltán       | Mikael Håfström      |
| 2014 |                                            | Mall                                 | Danny                                           |                        | Joseph Hahn          |
| 2014 | A bíró                                     | The Judge                            | Glen Palmer                                     | Berzsenyi Zoltán       | David Dobkin         |
| 2015 | Éjszakai hajsza                            | Run All Night                        | John Harding nyomozó                            | Csuja Imre             | Jaume Collet-Serra   |
| 2015 | Testvéri kötelék                           | Broken Horses                        | Julius Hench                                    | Hirtling István        | Vidhu Vinod Chopra   |
| 2015 | Jurassic World                             | Jurassic World                       | Victor "Vic" Hoskins                            | Berzsenyi Zoltán       | Colin Trevorrow      |
| 2016 | Pelé                                       | Pelé: Birth of a Legend              | Vicente Feola                                   | Szabó Sipos Barnabás   | Jeff Zimbalist       |
| 2016 | Pelé                                       | Pelé: Birth of a Legend              | Vicente Feola                                   | Szabó Sipos Barnabás   | Michael Zimbalist    |
| 2016 | Késik a szüret                             | In Dubious Battle                    | London                                          | Schneider Zoltán       | James Franco         |
| 2016 | A hét mesterlövész                         | The Magnificent Seven                | Jack Horne                                      | Besenczi Árpád         | Antoine Fuqua (2)    |
| 2016 | Fantomfiú                                  | Phantom Boy                          | az Arc (angol hangja)                           |                        | Jean-Loup Felicioli  |
| 2016 | Fantomfiú                                  | Phantom Boy                          | az Arc (angol hangja)                           | Alain Gagnol           |                      |
| 2017 | Körök                                      | Rings                                | Galen Burke                                     | Törköly Levente        | F. Javier Gutiérrez  |
| 2017 | Bukós szakasz                              | CHiPs                                | Ray Kurtz                                       | Berzsenyi Zoltán       | Dax Shepard          |
| 2017 |                                            | El Camino Christmas                  | Carl Hooker                                     |                        | David E. Talbert     |
| 2018 | Bosszúvágy                                 | Death Wish                           | Frank Kersey                                    | Hannus Zoltán          | Eli Roth             |
| 2019 | Billy, a kölyök                            | The Kid                              | Romero seriff                                   |                        | Vincent D’Onofrio    |
| 2021 | Tammy Faye szemei                          | The Eyes of Tammy Faye               | Jerry Falwell                                   |                        | Michael Showalter    |
| 2021 | Megbocsáthatatlan                          | The Unforgivable                     | John Ingram                                     | Gémes Antos            | Nora Fingscheidt     |
| 2023 | Pénzeső                                    | Dumb Money                           | Steve Cohen                                     | Berzsenyi Zoltán       | Craig Gillespie      |
| 2023 | Vadmacska                                  | Wildcat                              | seriff                                          | Petridisz Hrisztosz    | Ethan Hawke (2)      |
| 2024 | Légi csibészek                             | Lift                                 | Denton                                          | Berzsenyi Zoltán       | F. Gary Gray         |
| 2025 | Rajtakapva                                 | Caught Stealing                      | Shmully                                         |                        | Darren Aronofsky     |

Rövidfilmek
- 1994: The Investigator – Ephraim McDougall
- 1995: Hotel Paradise – meztelen idegen
- 2005: Five Minutes, Mr. Welles	– Orson Welles
- 2009: The New Tenants – Jan
- 2011: Crackers – Gus
- 2012: American Falls – Foster nyomozó
- 2014: The Unlicensed Therapist – engedély nélküli terapeuta

### Televízió
| Év        | Magyar cím                              | Eredeti cím                        | Szerep                             | Megjegyzések                                                                              |
| --------- | --------------------------------------- | ---------------------------------- | ---------------------------------- | ----------------------------------------------------------------------------------------- |
| 1986–1987 |                                         | The Equalizer                      | Thomas Marley / Davy Baylor        | 2 epizód                                                                                  |
| 1987      | Miami Vice                              | Miami Vice                         | Leon Wolf                          | 1 epizód                                                                                  |
| 1997      | Gyilkos utcák                           | Homicide: Life on the Street       | John Lange                         | 1 epizód                                                                                  |
| 1998      | A Pelham 123. járat megállítása         | The Taking of Pelham One Two Three | Mr. Blue                           | - tévéfilm - magyar hangja: - Szabó Sipos Barnabás - Kautzky Armand                       |
| 1998–2000 | Sötét zsaruk                            | Men in Black: The Series           | Edwin, a rovar (hangja)            | 3 epizód                                                                                  |
| 1999      | A bajnokok                              | That Championship Season           | Phil Romano                        | tévéfilm                                                                                  |
| 2001–2011 | Esküdt ellenségek: Bűnös szándék        | Law & Order: Criminal Intent       | Robert "Bobby" Goren nyomozó       | 141 epizód                                                                                |
| 2002      | Sherlock Holmes esete a gonosszal       | Sherlock: Case of Evil             | Moriarty                           | tévéfilm                                                                                  |
| 2002      | A varázscsuka                           | The Red Sneakers                   | Mercado                            | tévéfilm                                                                                  |
| 2003      |                                         | Mickeypalooza                      | önmaga                             | különkiadás                                                                               |
| 2009      |                                         | Xavier: Renegade Angel             | Eric / Bíró (hangja)               | 2 epizód                                                                                  |
| 2015      | John Oliver-show az elmúlt hét híreiről | Last Week Tonight with John Oliver | felügyelő                          | 1 epizód                                                                                  |
| 2015      |                                         | Sinatra: All or Nothing at All     | Dean Elson (hangja)                | minisorozat (1 epizód)                                                                    |
| 2015–2018 | Daredevil                               | Daredevil                          | Wilson Fisk / Vezér                | - 27 epizód - magyar hangja: - Schneider Zoltán (1. szinkron) - Rába Roland (2. szinkron) |
| 2017      | Emerald City                            | Emerald City                       | Frank Morgan / Óz, a nagy varázsló | - 10 epizód - magyar hangja: - Törköly Levente                                            |
| 2017      | BoJack Horseman                         | BoJack Horseman                    | önmaga (hangja)                    | 1 epizód                                                                                  |
| 2017–2018 |                                         | Ghost Wars                         | Dan Carpenter atya                 | 8 epizód                                                                                  |
| 2019-     |                                         | Godfather of Harlem                | Vincent Gigante                    | főszereplő                                                                                |
| 2020      |                                         | Interrogation                      | Ian Lynch őrmester                 | 4 epizód                                                                                  |
| 2020      | Ratched                                 | Ratched                            | George Milburn                     | 6 epizód                                                                                  |
| 2021      |                                         | The Moth Effect                    | Varatanga                          | 1 epizód                                                                                  |
| 2021      | A dolog folyamatban                     | Work in Progress                   | önmaga                             | 2 epizód                                                                                  |
| 2021      | Sólyomszem                              | Hawkeye                            | Wilson Fisk / Vezér                | - 2 epizód - magyar hangja: - Rába Roland                                                 |
| 2022      |                                         | The Last Movie Stars               | Karl Malden / John Huston (hangja) | dokumentumsorozat (2 epizód)                                                              |
| 2024      | Echo                                    | Echo                               | Wilson Fisk / Vezér                | - minisorozat - magyar hangja: - Rába Roland                                              |
| 2025      | Daredevil: Újjászületés                 | Daredevil: Born Again              | Wilson Fisk / Vezér                | - főszereplő - magyar hangja: - Rába Roland                                               |

### Videójátékok
| Év   | Cím                          | Szerep                  |
| ---- | ---------------------------- | ----------------------- |
| 2005 | Law & Order: Criminal Intent | Robert Goren nyomozó    |
| 2015 | Lego Jurassic World          | Victor "Vic" Hoskins    |
| 2016 | Dishonored 2                 | Duke Luca Abele Armando |

## Fordítás
- Ez a szócikk részben vagy egészben  a   Vincent D'Onofrio című angol Wikipédia-szócikk fordításán alapul.  Az eredeti cikk szerkesztőit annak laptörténete sorolja fel. Ez a jelzés csupán a megfogalmazás eredetét és a szerzői jogokat jelzi, nem szolgál a cikkben szereplő információk forrásmegjelöléseként.